# Kingsbury (Texas)
Kingsbury és una concentració de població designada pel cens dels Estats Units a l'estat de Texas. Segons el cens del 2000 tenia 652 habitants.

## Demografia
Segons el cens del 2000, Kingsbury tenia 652 habitants, 252 habitatges, i 193 famílies. La densitat de població era de 8,8 habitants/km².
Dels 252 habitatges en un 32,1% hi vivien nens de menys de 18 anys, en un 60,7% hi vivien parelles casades, en un 11,9% dones solteres, i en un 23,4% no eren unitats familiars. En el 19% dels habitatges hi vivien persones soles el 7,9% de les quals corresponia a persones de 65 anys o més que vivien soles. El nombre mitjà de persones vivint en cada habitatge era de 2,59 i el nombre mitjà de persones que vivien en cada família era de 2,93.
Per edats la població es repartia de la següent manera: un 25% tenia menys de 18 anys, un 8,6% entre 18 i 24, un 29,4% entre 25 i 44, un 27,1% de 45 a 60 i un 9,8% 65 anys o més.
L'edat mediana era de 38 anys. Per cada 100 dones de 18 o més anys hi havia 95,6 homes.
La renda mediana per habitatge era de 50.156 $ i la renda mediana per família de 60.536 $. Els homes tenien una renda mediana de 38.750 $ mentre que les dones 27.750 $. La renda per capita de la població era de 21.744 $. Aproximadament el 4,3% de les famílies i el 8,7% de la població estaven per davall del llindar de pobresa.

## Poblacions més properes
El següent diagrama mostra les poblacions més properes.